# Tyngdlyftning vid olympiska sommarspelen 1960

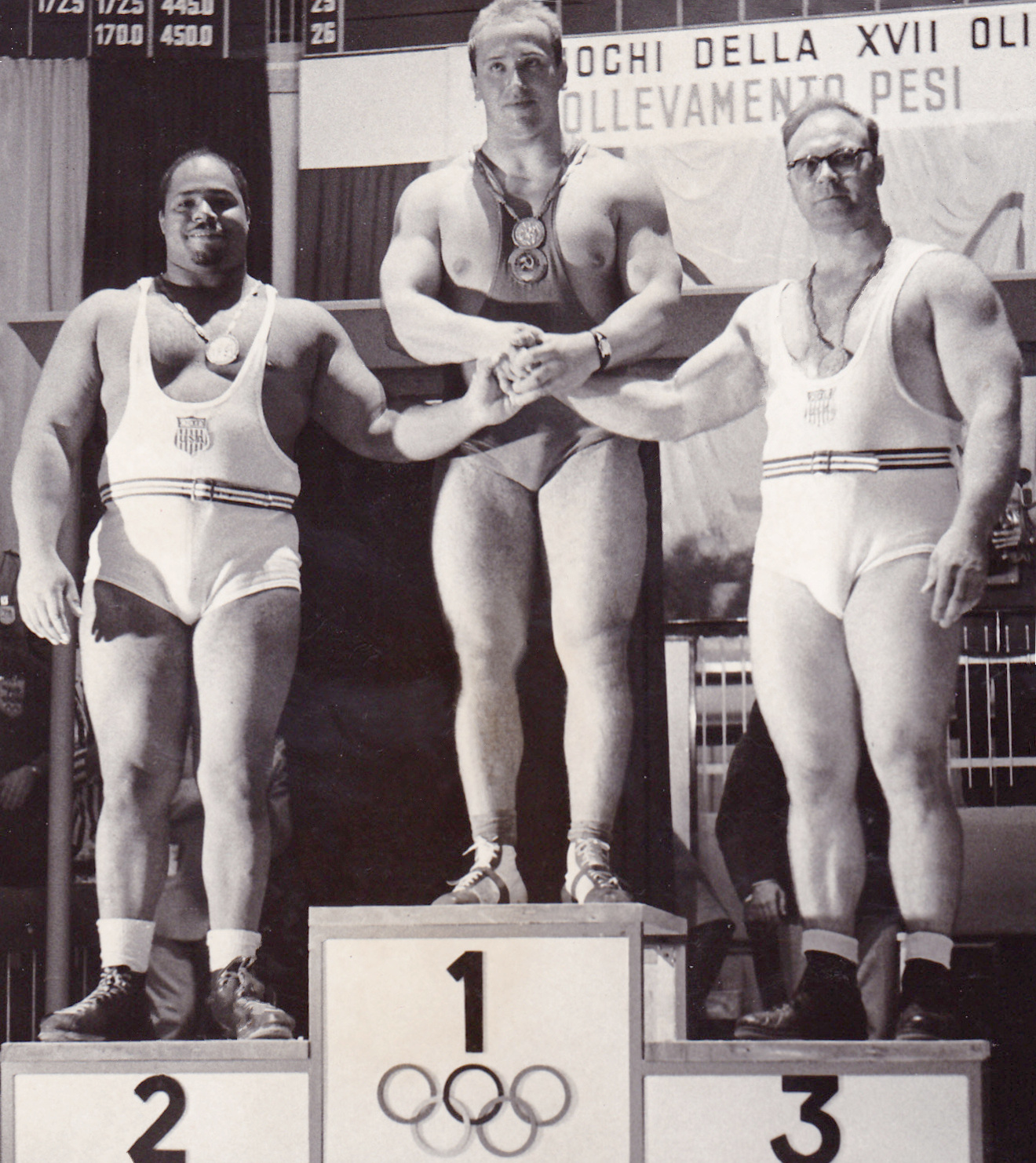
Medaljörerna i tungviktsklassen.

De olympiska tävlingarna i tyngdlyftning 1960 avgjordes mellan den 7 och 10 september i Rom. 172 deltagare från 53 länder tävlade i sju grenar.
Tävlingarna dominerades av Sovjetunionen som vann sex medaljer, varav fem guld. USA vann också sex medaljer men endast ett guld.

## Medaljörer
| Gren                | Guld                            | Silver                       | Brons                        |
| 56 kg Detaljer...   | Charles Vinci USA               | Yoshinobu Miyake Japan       | Ismail Elm Khah Iran         |
| 60 kg Detaljer...   | Jevgenij Minajev Sovjetunionen  | Isaac Berger USA             | Sebastiano Mannironi Italien |
| 67,5 kg Detaljer... | Viktor Busjujev Sovjetunionen   | Tan Howe Liang Singapore     | Abdul-Wahid Aziz Irak        |
| 75 kg Detaljer...   | Aleksandr Kurynov Sovjetunionen | Tommy Kono USA               | Győző Veres Ungern           |
| 82,5 kg Detaljer... | Ireneusz Paliński Polen         | James George USA             | Jan Bochenek Polen           |
| 90 kg Detaljer...   | Arkadij Vorobjov Sovjetunionen  | Trofim Lomakin Sovjetunionen | Louis Martin Storbritannien  |
| +90 kg Detaljer...  | Jurij Vlasov Sovjetunionen      | James Bradford USA           | Norbert Schemansky USA       |

## Medaljtabell
| Pl.    | Nation         | Guld | Silver | Brons | Totalt |
| ------ | -------------- | ---- | ------ | ----- | ------ |
| 1      | Sovjetunionen  | 5    | 1      | 0     | 6      |
| 2      | USA            | 1    | 4      | 1     | 6      |
| 3      | Polen          | 1    | 0      | 1     | 2      |
| 4      | Japan          | 0    | 1      | 0     | 1      |
| 4      | Singapore      | 0    | 1      | 0     | 1      |
| 6      | Irak           | 0    | 0      | 1     | 1      |
| 6      | Iran           | 0    | 0      | 1     | 1      |
| 6      | Italien        | 0    | 0      | 1     | 1      |
| 6      | Storbritannien | 0    | 0      | 1     | 1      |
| 6      | Ungern         | 0    | 0      | 1     | 1      |
| Totalt | Totalt         | 7    | 7      | 7     | 21     |